# جيان مارتن
جيان مارتن (بالفرنسية: Jean-Pol Martin) (و. 1943  م) هو كاتب، وأستاذ جامعي من فرنسا، وألمانيا، ولد في باريس، هو عضوٌ تحالف '90 / الخضر.

## التعليم
تعلم في جامعة إرلنغن نورنبيرغ، وتعلم في جامعة غرب باريس نانتير لاديفونس، وتعلم في الجامعة الكاثوليكية في أيشتيت-إنجولشتادت
.